# Xerocoprinus
Xerocoprinus — рід грибів родини Agaricaceae. Назва вперше опублікована 1907 року.

## Класифікація
До роду Xerocoprinus відносять 1 вид:
- Xerocoprinus arenarius